# 손정수 (가수)
손정수(1994년 5월 18일 ~)는 대한민국의 가수다. 2018년 디지털 싱글 앨범 [그때의 우리가 그립다]로 데뷔했다.

## 방송
- 판타스틱 듀오 1 (2016)
- 팬텀싱어 2 (2017) - Top32(30위)

## 음반
- 판타스틱 듀오 Part.15 (2016)
- 판타스틱 듀오 Part.17 (2016)
- 팬텀싱어2 Episode 2 (2017)
- 그때의 우리가 그립다 (2018)
- 아파도 사랑이라서 (2019)
- 안녕 (2019)
- 아카시아 (2021)
- 그랬대요 (2021)
- 후애 (后愛) (2022)

## 공연
- 11시콘서트 남성5인조중창단 에클레시아 - 천안 (2014)
- 에클레시아 콘서트 (2015)
- 아리랑, 세계의 심장을 두드리다 (2015)
- 11시 콘서트 에클레시아 - 천안 (2015)
- 라움 마티네콘서트 ＆ 브런치 (2017)
- 토요일은 청이좋아 <굿 콘서트> (2018)
- 송년음악회 Adieu 2020 - 안성 (2020)